# Lorenzo Veneziano

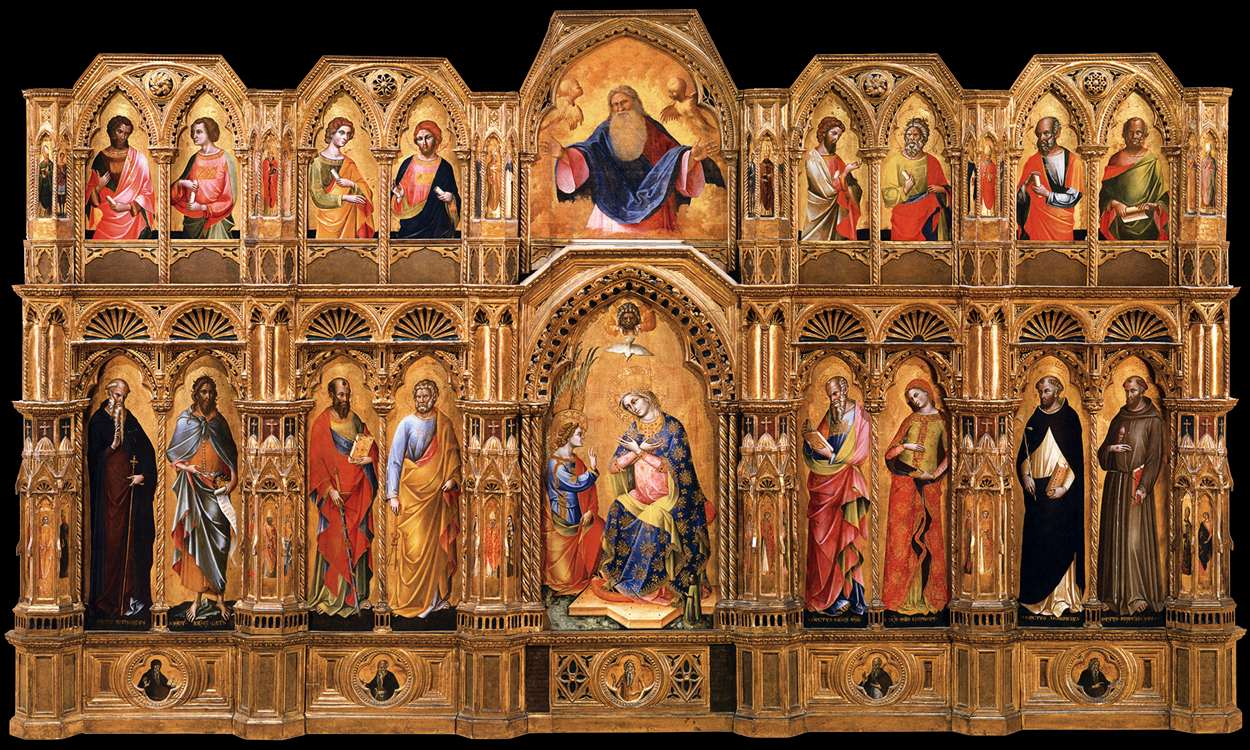
Polittico Lion

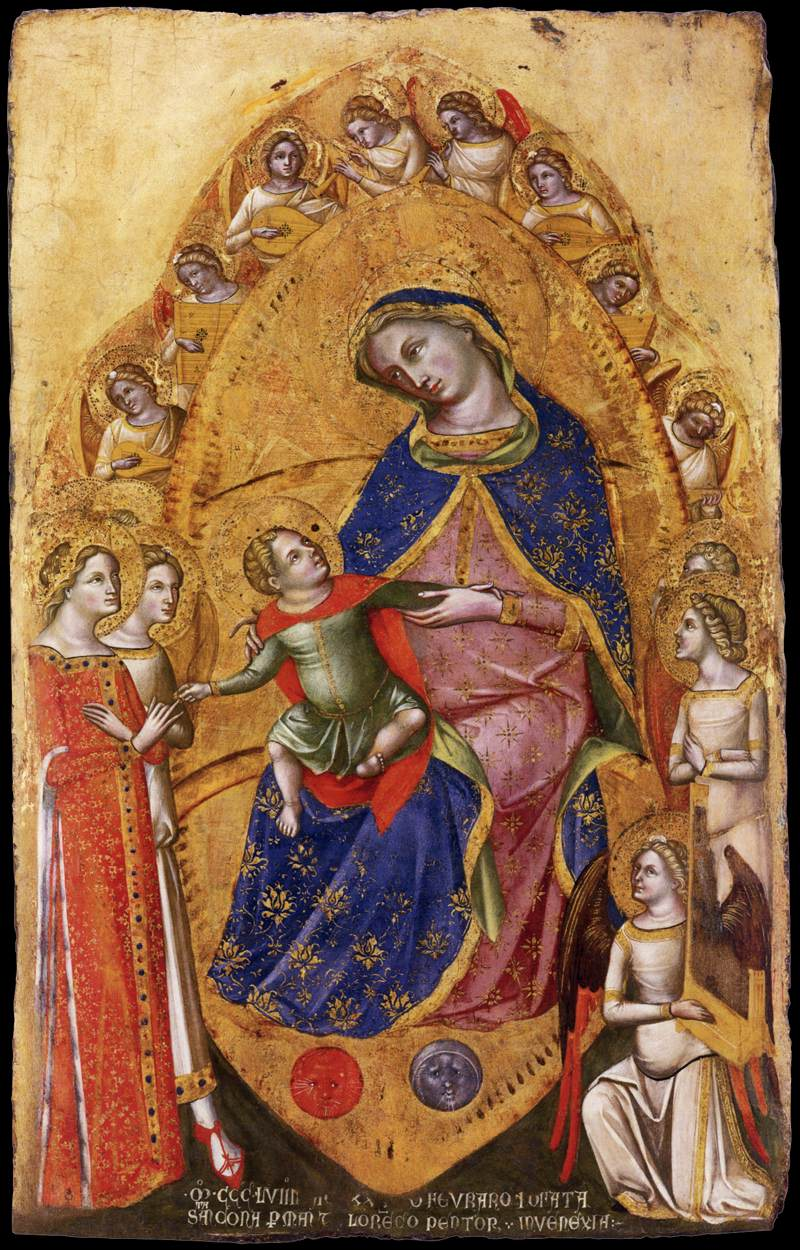
Matrimonio mistico di santa Caterina d'Alessandria

Lorenzo Veneziano (fl. XIV secolo) è stato un pittore italiano, documentato a Venezia dal 1356 al 1372.

## Biografia
Fu uno dei primi seguaci di Paolo Veneziano, alle origini della scuola veneziana. Legato inizialmente allo stile bizantino, subì influenze di Barnaba e Tommaso da Modena. Lavorò soprattutto a Venezia, ma si spostò anche a Verona, Vicenza e Bologna. Si aggiornò in seguito al gotico boemo, acquisendo maggiore curiosità al dettaglio naturalistico, fino ad arrivare alle soglie dello stile gotico internazionale, diventando uno degli artisti veneziani più importanti della sua epoca. 
La sua opera più antica documentata è datata 1356 e si trovava in una collezione privata di Verona, ma oggi è perduta. Tra le prime opere pervenuteci il Polittico Lion (1357 – in cui è stato adattata nell'Ottocento una tavola, probabilmente di Benedetto Diana, al centro dell'ordine superiore) – già sull'altare maggiore della chiesa di Sant'Antonio Abate di Venezia, dove è rappresentata al centro l'Annunciazione con in basso, inginocchiato e di piccole dimensioni, il donatore Domenico Lion.

## Opere principali
- Polittico Lion, 1357, Venezia, Gallerie dell'Accademia
- Madonna del rosario, 1358-1359, Verona, basilica di Santa Anastasia
- Matrimonio mistico di santa Caterina d'Alessandria, 1360, Venezia, Gallerie dell'Accademia
- Polittico, 1360 circa, Venezia, Museo Correr
- Dormitio Virginis (polittico), 1366, Cattedrale di Santa Maria Annunciata (Vicenza)
- Santi Antonio Abate e Bartolomeo, 1368, Pinacoteca Nazionale di Bologna
- Consegna delle chiavi, 1369, Venezia, Museo Correr
- Vocazione dei santi Pietro e Andrea, 1370 circa, Berlino, Gemäldegalerie
- Salvataggio di san Pietro dalle acque, 1370 circa, Berlino, Gemäldegalerie
- Predica di san Pietro, 1370 circa, Berlino, Gemäldegalerie
- Conversione di san Paolo, 1370 circa, Berlino, Gemäldegalerie
- Crocifissione di san Pietro, 1370 circa, Berlino, Gemäldegalerie
- San Giovanni Evangelista, 1370 circa, Cesena, Abbazia di Santa Maria del Monte
- Resurrezione, 1371, Milano, Pinacoteca del Castello Sforzesco
- Annunciazione, 1371, Venezia, Gallerie dell'Accademia
- Polittico dell'Annunciazione e santi, 1371, Venezia, Gallerie dell'Accademia
- Polittico di Santa Maria della Celestia, 1371-1372, Milano, Pinacoteca di Brera (in deposito dalla Galleria Franchetti di Venezia)
- Madonna col Bambino, 1372, Parigi, Louvre
- Polittico di San Giovanni Evangelista, 1380 circa, Lecce, Museo Provinciale Sigismondo Castromediano (con bottega)